# Indiana Jones e la macchina infernale
Indiana Jones e la macchina infernale (Indiana Jones and the Infernal Machine) è un videogioco di genere avventura dinamica prodotto e sviluppato da LucasArts. Il gioco fu scritto e diretto da Hal Barwood, già autore di Indiana Jones and the Fate of Atlantis.
Distribuito originariamente per PC nel 1999, ha ricevuto in seguito due conversioni: nel 2000 fu pubblicata, esclusivamente per il mercato statunitense, una versione per Nintendo 64 adattata da Factor 5, mentre nel 2001 è stato distribuito un adattamento in grafica bidimensionale per Game Boy Color, realizzato da HotGen.
Il titolo abbandonò la struttura a enigmi dei precedenti giochi su Indiana Jones, appartenenti al genere delle avventure grafiche, per seguire lo stile degli action-adventure; fu anche il primo videogioco della serie a essere realizzato in 3D, sullo stile di Tomb Raider.
Nell'ottobre 2018 GOG.com ha ripubblicato Indiana Jones e la macchina infernale come gioco scaricabile per i nuovi sistemi operativi. Nel novembre 2018, il gioco è uscito su Steam.

## Trama
Il gioco è ambientato nel 1947, agli inizi della Guerra fredda. Indiana Jones, dopo le missioni portate a termine durante la II Guerra Mondiale, si dedica a una ricerca nel Parco nazionale delle Canyonlands, nello Utah. Nel corso della missione incontra Sophia Hapgood, agente della CIA dotata di poteri psichici da lui incontrata in un'altra occasione. La ragazza lo informa che i sovietici stanno scavando alla ricerca della mitica Torre di Babele, situata in uno scavo archeologico in Iraq. Il capo della missione è il dr. Gennadi Volodnikov, un fisico interessato alla scoperta di dimensioni alternative: il suo scopo è quello di rintracciare una leggendaria arma nascosta nella Torre, più potente della bomba atomica, per vincere la Guerra Fredda. Sophia dà a Indiana l'incarico di scoprire quale sia quest'arma.
Indy si reca a Babilonia assieme a Sophia e al suo capo Simon Turner. Dopo una serie di peripezie, l'archeologo traduce delle tavolette d'argilla scritte con scrittura cuneiforme e scopre la vera storia della Torre di Babele: 2600 anni fa il re Nabucodonosor II fu incaricato dal dio Marduk di costruire un macchinario per connettere il mondo divino con il mondo terreno, ma i babilonesi furono terrorizzati dal potere di questa macchina e la distrussero. Quattro discepoli di Marduk riuscirono a scappare portando con sé alcuni pezzi di questa "Macchina Infernale": Volodnikov è convinto che essa esista ancora e possa essere riattivata ritrovando i quattro pezzi, nascosti in diverse parti del pianeta.
Nel tentativo di recuperare i pezzi della Macchina Infernale prima dei sovietici, Indiana si reca in varie parti del mondo: per prima cosa si reca in un monastero nascosto nelle montagne del Kazakistan dove trova l'accesso alla città perduta di Shambala all'interno della quale trova il primo componente della Macchina, protetto da un mostruoso essere di ghiaccio. Successivamente si introduce all'interno di un vulcano attivo sull'isola di Palawan, nelle Filippine, dove si trova il secondo pezzo della macchina in un tempio nascosto, dimora di un mostro di lava. La sua tappa successiva è una valle inesplorata olmeca in Messico, dove sottrae il terzo pezzo al Serpente Piumato Quetzalcoatl. Qui viene catturato dalle truppe di Volodnikov, che lo imprigionano in una nave diretta in Russia; Indiana riesce però a recuperare le sue armi e i tre pezzi della Macchina, per poi fuggire.
Indiana si reca infine nella tomba di un re nubiano a Meroe, in Sudan, dove scopre le mitologiche Miniere di Salomone e ritrova il quarto e ultimo pezzo, protetto da un robot millenario. Una volta in possesso di tutti i pezzi, Indy viene raggiunto da Volodnikov e da Turner: entrambe le fazioni gli ingiungono di consegnare i pezzi della Macchina allo scopo di servirsene per la rispettiva causa. Indy, che non si fida né di Volodnikov né di Turner, decide comunque di consegnare a quest'ultimo i reperti, credendo che quello sia il male minore. Volodnikov gli dice che probabilmente ha fatto la scelta giusta, visto che la riattivazione della Macchina Infernale comporterebbe la punizione di coloro che l'hanno violata.
Insospettito dalle parole del russo, Indiana corre allora a Babilonia, dove Turner è riuscito ad aprire l'ingresso alla Macchina Infernale e a riattivarla: il suo scopo è incontrare Marduk e chiedergli di collaborare nella sconfitta dei sovietici; per questo motivo imprigiona Sophia in una gabbia di energia per inviarla nell'Aetherium come ambasciatrice: tuttavia Turner posiziona i vari pezzi della Macchina Infernale nella maniera sbagliata, causando il malfunzionamento della stessa. Indiana affronta e uccide Turner, recuperando tutti i pezzi e riposizionandoli nel giusto modo; entra poi in contatto con Marduk, imprigionato nella Macchina sotto forma di un androide: il dio lo inganna suggerendogli il modo di liberare Sophia e fermare la Macchina, ma in realtà porta Indiana a riaprire il portale tra il mondo terreno e l'Aetherium, il mondo divino in cui il dio è imprigionato.
Indiana e Sophia vengono risucchiati nell'Aetherium. Indy viaggia attraverso la dimensione parallela e incontra Marduk nella sua forma divina: lo scopo del dio è fuggire finalmente dall'Aetherium per distruggere il mondo terreno. Dopo averlo sconfitto una prima volta, Indiana riesce a liberare Sophia, ma subito la ragazza viene posseduta dal dio, che può sprigionare tutti i suoi poteri. Grazie a un particolare dispositivo rinvenuto nella Macchina Infernale, Indiana Jones riesce ad aprire dei portali sul mondo reale che indeboliscono Marduk, e alla fine lo sconfigge, liberando così Sophia. I due riescono a tornare nel mondo reale e a fuggire dalla Torre di Babele prima che crolli, distruggendo per sempre la Macchina Infernale; qui vengono raggiunti da Volodnikov, che si mostra molto più amichevole di prima, desideroso di sapere cosa i due abbiano trovato nell'Aetherium. Indy, Sophia e Volodnikov si allontanano alla ricerca di una bottiglia di vodka.
In un livello bonus ambientato dopo l'avventura, Indiana torna in Perù nel tempio dove, ne I predatori dell'arca perduta, trovava l'Idolo della Fertilità, alla ricerca di un manufatto gemello.

## Modalità di gioco
Il gioco si svolge con visuale tridimensionale in terza persona, normalmente da dietro le spalle del protagonista. Indiana Jones possiede un inventario organizzato in colonne che contengono le armi, i kit medici, le altre cure, gli altri oggetti utilizzabili durante l'avventura, e infine le impostazioni (video, comandi, ecc...)
Lo stato del personaggio è rappresentato dagli indicatori:
- Salute: indica quanta salute rimane a Indy. Diventa verde, giallo, rosso e nero. Quando è totalmente nero, Indy è morto.
- Resistenza sott'acqua: indica quanta aria rimane a Indy quando è sott'acqua.
- Aria gommone: indica quanta aria rimane dentro al gommone se rotto o danneggiato.
- Resistenza Aetherium: essendo un posto completamente alieno, non è salutare per Indy.

Come armi si possono utilizzare i pugni, la frusta, il machete e numerose armi da fuoco. La famosa frusta può anche aiutare a superare burroni e a disarmare gli avversari. Il machete può eliminare ostacoli ed è la sola arma che funziona sott'acqua.

## Differenze tra le versioni
Il gioco è uscito su tre piattaforme: PC, Nintendo 64 e Game Boy Color. Le prime due presentano grafica, trama e gameplay sostanzialmente uguale, mentre la restante è semplificata.

### Versione PC
La versione per PC si avvale dell'utilizzo della tastiera per gestire Indiana Jones e fargli fare azioni come: sparare, saltare, prendere oggetti (anche tesori). Per il resto il gioco permette di salvare in qualsiasi momento il giocatore voglia farlo cliccando F5 per il QuickSave, usando questa funzione il giocatore può ripartire dal punto stesso salvato in quel momento.

### Versione Nintendo 64
La versione per Nintendo 64 è uguale alla versione per PC, anche se graficamente inferiore, e tutti i comandi vengono eseguiti col controller. Nei video le labbra dei personaggi non si muovono, a differenza della versione per PC. Non c'è la funzione del QuickSave ma si può salvare solo da determinati checkpoint.

### Versione Game Boy Color
La versione per Game Boy Color è stata concepita e realizzata appositamente per questa console portatile. La storia è sempre la stessa ma con pochi dettagli in confronto alle altre versioni, anche se gli elementi basilari e le ambientazioni ci sono tutte; i filmati sono sostituiti da schermate di testo. Si possono usare solo la pistola e la frusta ma in alcuni casi si possono usare i pezzi della macchina infernale. Un sistema di password permette di accedere direttamente a livelli più avanzati.

## Personaggi
Indiana JonesIl protagonista del gioco. Ha una laurea in archeologia ottenuta presso l'università di Chicago. Legge e parla in una dozzina di lingue diverse, ha una conoscenza estesa della storia e insegna presso il Barnette College di New York. È un uomo intelligente, affascinante e coraggioso, sebbene abbia paura dei serpenti. Nel suo inventario possiede inizialmente la sua fedele frusta e pistola. La voce di Indy, nella versione italiana del videogioco, è prestata dallo stesso Michele Gammino, doppiatore dei film della saga.
Simon TurnerTurner è il capo di Sophia. Era un ufficiale militare che, in Francia, aiutò ad organizzare la resistenza contro i tedeschi durante la seconda guerra mondiale. Quando il Presidente Harry Truman fondò la CIA, Turner fu uno dei primi a entrare a farne parte. Odia i comunisti perché nessuno può diventare ricco nel loro sistema politico, e cerca inizialmente di sopraffarli tramite la macchina babilonese che successivamente, una volta capitone il terrificante potere, intenderà usare come strumento di dominazione sul mondo intero. A tale scopo si serve della collaborazione di Sophia, che sarà dalla sua parte sino alla fine, ed inizialmente del supporto di Jones, il quale poi lo fronteggerà uccidendolo.
Sophia HapgoodIndiana ha già incontrato in passato Sophia, una volta in Islanda durante uno scavo archeologico e in seguito nella ricerca di Atlantide (nel videogioco Indiana Jones e il destino di Atlantide). Ne La macchina infernale Hapgood è al servizio della CIA come spia, e collaborerà attivamente con Turner fino a quando non scoprirà i piani che stava ordendo da tempo, una volta giunti alla macchina babilonese: alla fine riuscirà a farsi perdonare da Jones.
Dr. Gennadi VolodnikovIl Dottor Volodnikov, al servizio dei sovietici, esegue ricerche presso la torre di Babele, la quale ospitava un tempo un potere più distruttivo della bomba atomica americana. Volodnikov è un archeologo, anche se si trova più a proprio agio con il tè e il piroshki rispetto al lavoro sul campo. Conoscitore del potere che eserciterebbe la macchina sul mondo, cercherà di sottrarne i pezzi prima che siano gli americani a farlo, ostacolando spesso Jones, Il doppiatore che lo doppia, nella versione italiana del videogioco, è Massimo Antonio Rossi.
Ragazzo nubianoQuesto ragazzo vive tra le piramidi del Sudan. Educato in una scuola di missionari britannici, è affascinato dalla tecnologia europea e spaventato a morte dalle iene. Indossa un perizoma blu.
Holy WomanÈ l'ultima abitante e custode di un antico santuario di Shambala situato tra le montagne del Kazakistan sovietico.

## Accoglienza
La versione PC di Indiana Jones e la macchina infernale ha ricevuto recensioni generalmente favorevoli con un punteggio medio del 73,60 percento a GameRankings. Sebbene alcuni critici lo trovassero troppo simile a Tomb Raider,  il gioco è stato notato per distinguersi dalla serie summenzionata poiché è basato sul franchise di Indiana Jones e fa più affidamento sulla risoluzione di enigmi.  IGN ha elogiato il gioco per la sua trama intricata e intrigante.  Eurogamer ha condiviso l'opinione e ha affermato che la trama è "tessuta in modo eccellente", migliorando la sensazione di "essere parte di un grande film di successo".Computer e videogiochi , Eurogamer e IGN hanno anche elogiato Indiana Jones e la macchina infernale per i suoi livelli, definendoli "progettati in modo eccellente" e includendo "alcuni dei layout più brillanti visti in un gioco di questo tipo".  Mentre IGN pensava che la varietà di enigmi forniti fosse sufficiente e applaudiva l'inclusione di un sistema di suggerimenti, GameSpot ha riscontrato che molti degli enigmi del gioco si concentrano troppo sul platform e ha continuato a affermare che diventano "abbastanza ripetitivi - persino prevedibili" dopo i primi livelli. L'aspetto più criticato del gioco per PC nella maggior parte delle recensioni, tuttavia, sono i controlli. Eurogamer li ha descritti come "a volte esasperanti", principalmente a causa del loro rilevamento errato delle collisioni durante l'esecuzione di determinate azioni. GameSpot pensava che il sistema di controllo fosse troppo a scatti, che non rispondeva e inutilmente lento a causa dei ritardi tra le mosse.
Tom Russo ha recensito la versione PC del gioco per Next Generation , valutandola tre stelle su cinque e affermando che "Nonostante una trama fantastica, l'esecuzione non merita un punteggio più alto".
La grafica, sebbene a basso contenuto di poligoni, è stata accolta bene per le sue trame dettagliate e le diverse posizioni presentate.  Eurogamer ha definito Indiana Jones e la macchina infernale "una delle più belle avventure in terza persona", e ha applaudito le cutscene interne al motore, sostenendo che "rasentavano la qualità del film".  GameSpot ha detto che la grafica "non era esattamente all'avanguardia", ma "generalmente abbastanza buona" a causa delle animazioni "abbastanza fluide e convincenti".  IGN ha elogiato gli ambienti per avere "molta più personalità rispetto alla serie di Tomb Raider ". Eurogamer ha definito alcuni dei luoghi "semplicemente sbalorditivi", e GameSpot hanno trovato i livelli "esteticamente ben progettati grazie a un'architettura convincente e alle decorazioni murali".  Inoltre, la colonna sonora è stata dichiarata da IGN come "una delle migliori caratteristiche del gioco", in base alla sua aggiunta all'impatto drammatico lungo il percorso.  Hanno applaudito la registrazione vocale per essere "nitida e pulita", anche se sono rimasti delusi dalla scarsità di tracce musicali ed effetti sonori ambientali.  Allgame rimase impressionato dagli effetti delle armi e dalla voce fuori campo in lingua straniera per i soldati sovietici,  mentre Computer e Videogiochi consideravano la mancanza di Harrison Ford come la voce di Indiana Jones deludente, anche se comprensibile visto il suo alto stipendio. Eurogamer ha ritenuto che i commenti del personaggio giocabile diventassero fastidiosi dopo un po' ', ma sono rimasti colpiti dai suoni ambientali e dalla musica, sostenendo che quest'ultima fosse "roba da asso", "migliorando ulteriormente la sensazione cinematografica del gioco".
Nonostante i suoi miglioramenti, la versione per Nintendo 64 se la cavò altrettanto bene con i critici come l'originale per PC, ottenendo il 70,99 percento al GameRankings e un punteggio Metacritic di 75 su 100 punti.  Lo schema di controllo del port è stato ben accolto da IGN per l'aggiunta della gestione degli oggetti del pulsante C e del targeting Z, entrambi ispirati da Ocarina of Time .  Sebbene considerassero ancora i controlli "lenti" e "un po 'goffi", li elogiarono per essere "più intuitivi, più stretti, più veloci e tutto intorno più bilanciati" di quelli della versione PC.  GameSpot non condivideva questi sentimenti e dichiarava l'adattamento dei controlli della tastiera alcontroller della console per essere "piuttosto goffo e poco intuitivo".  IGN è rimasto colpito dal lavoro delle texture e dall'illuminazione, e ha trovato il titolo "uno dei più belli" sul Nintendo 64, ancora di più utilizzando Expansion Pak per ottenere una grafica ad alta risoluzione.  Tuttavia, la grafica ha ricevuto critiche per le sue animazioni "di legno" dei personaggi, occasionali cadute di frame rate e bug come pop-up e posizionamento errato delle texture.  IGN ha osservato che il suono era superiore a quello della versione per PC, mentre GameSpot pensava che fosse alla pari con la grafica superiore alla media del port. Inoltre, GameSpot ha criticato la versione per Nintendo 64 per i numerosi bug e blocchi, un problema raro per le versioni su console.
La versione per Game Boy Color di HotGen ha ricevuto un punteggio medio del 73,80 percento al GameRankings. È stato stroncato da GameSpot per il suo backtracking, i suggerimenti mancanti per i puzzle e la mancanza di sviluppo della trama, ma lodato per le sue animazioni pulite e gli effetti sonori.  Allgame è rimasto deluso dal fatto che il manuale di istruzioni fosse obbligatorio per comprendere la trama per lo più inesistente del gioco, e ha criticato la decisione di far ricominciare un livello dopo la morte, così come il sistema di password, definendolo "fastidioso".  Nintendo Powerconfrontato con la versione N64 dicendo che "ha quasi la stessa profondità del recente gioco N64 e molti meno problemi di controllo." Ma descrivendolo più come un gioco di puzzle. "Troverai tutte le aree che erano nel gioco N64, ma ogni posizione è stata ricreata con la sua sfida su GBC."